# Кајак и кану на дивљим водама
Кајак и кану на дивљим водама је спорт на води у којем се такмичари веслају у чамцима на одређеним деоницама. Постоје две главне врсте чамаца за овај спорт, а то су кајак и кану. Разлика је та што код кајака сваки веслач користи весло с две лопатице, док се код кануа користи весло с једном лопатицом. 
У односу на други водени спорт који укључује такмичење у кајаку и кануу, кајак и кану на мирним водама, такмичење на 'дивљим водама' се одржава најчешће на брзим рекама у којима је ток воде приметан, те су присутни таласи, брзаци, слапови и др. Постоје и вештачке стазе за једну дисциплину овог спорта, а то је слалом.

## Дисциплине
Кајак и кану на дивљим водама укључује две основне дисциплине: слалом и спуст. У свакој од тих дисциплина такмичење се одвија у следећим категоријама:
- Ц-1 (кану) мушки
- Ц-1 ( кану ) жене
- Ц-2 (кану двосед) мушки
- К-1 (кајак) мушки
- К-1 (кајак) жене

Слалом је олимпијска дисциплина код које такмичари прелазе задану стазу која се састоји од 20-30 капија. Капије се састоје од две окомите мотке које висе на жици разапетој изнад стазе. Капије се морају проћи по заданом редоследу, с тим да поједине капије треба проћи низводно, друге узводно а понекад се постављају и капије која треба проћи чамцем уназад. Начин на који треба проћи капије означава боја капија, која је или зелена (пролази низводно), или црвена (пролази узводно), док капија коју треба проћи уназад имају ознаку Р. Сваки погрешни пролазак капије или додир мотки се кажњава додавањем временске казне укупном времену. Обично се возе две вожње, те се поредак рачуна према оствареном времену или према бољој од две вожње или збројем времена обе вожње.
Спуст је дисциплина у којој се у што краћем времену треба прећи задани део стазе. Стаза је обично дужине 5-8 km коју такмичари пређу за 15-20 минута. Такмичење се одржава тако да такмичари стартају у размаку од једне минуте, те се на крају прогласи коначни поредак. Спуст није олимпијска дисциплина.